# Sinan (krater)
Sinan är en nedslagskrater på planeten Merkurius, med en diameter på ungefär 134 kilometer.
1976 uppkallades kratern efter den osmanske arkitekten Mimar Sinan.